# فردیناندو بالدی
فردیناندو بالدی (ایتالیایی: Ferdinando Baldi؛ ‏ ۹ مهٔ ۱۹۲۷ – ۱۷ نوامبر ۲۰۰۷) یک کارگردان، تهیه‌کننده و فیلم‌نامه‌نویس اهل ایتالیا بود.
از فیلم‌های او می‌توان به همسفر و مستأجر طبقه بالا اشاره کرد.